# Verbigeración
La verbigeración es un síndrome o trastorno psíquico descrito como la repetición de palabras y/o frases sin sentido general, aunque los síntomas, observados uno por uno, sean inteligibles y parezcan relacionarse entre sí de manera normal. 
A diferencia de la ecolalia, las verbigeraciones pueden aparecer durante horas y días y pueden volver a aparecer incluso después de pausas más largas. 